# ジェイコブ・ラムジー
ジェイコブ・マシュー・ラムジー（Jacob Matthew Ramsey, 2001年5月28日 - ）は、イングランド・ウェスト・ミッドランズ州バーミンガム出身のサッカー選手。プレミアリーグ・アストン・ヴィラFC所属。ポジションはMF。
弟のアーロンはプレミアリーグ・バーンリーFCでプレーし、末っ子のコールはヴィラのアカデミーに在籍している。

## クラブ経歴

### アストン・ヴィラFC
6歳の時に地元アストン・ヴィラFCのユースアカデミーに入団。幼少期は同年代の中でも身体が小さかったため、元プロボクサーの父親の指導の元で筋力トレーニングをしてハンデキャップを補ってきた。2016年にU-18ユースチームに昇格。
2017-18シーズン
ユースリーグで16試合7ゴールを記録したところで、プレミアリーグ2相当のU-23チームに昇格。
2018-19シーズン
2019年1月15日、アストン・ヴィラとプロ契約を結んだ。2019年2月2日、AFCボーンマスU-18戦でレッドカードを提示され退場。ユースチームの出場停止中、ファーストチームでは負傷者が相次いだため「数合わせ」でファーストチームのトレーニングに参加し、監督のディーン・スミスに評価され、2月17日のEFLチャンピオンシップのウェスト・ブロムウィッチ・アルビオンFC戦でベンチ入りし、後半61分に途中出場しプロデビュー。2019年5月1日のアストン・ヴィラシーズン賞で、「2018-19 アカデミー・オブ・シーズン」に選出された。
2019-20シーズン
アストン・ヴィラがプレミアリーグに復帰。U-23チームデビュースタートした後、2020年1月31日、アストン・ヴィラと新たに3年半の契約を結び、シーズン終了までドンカスター・ローヴァーズFCでローン移籍し、プロ初ゴールを含む7試合3ゴールを記録。
2020-21シーズン
2020年9月15日、EFLカップのバートン・アルビオン戦でアストン・ヴィラでの初先発を果たし、3-1での勝利の貢献。9月28日、19歳のラムジーは3-0で勝利したアウェーのフラム戦で後半途中から出場し、プレミアリーグデビューを果たした。12月12日、ウェスト・ミッドランズのライバルであるウォルバーハンプトン・ワンダラーズとのアウェー戦に1-0で勝利し、ヴィラでのリーグ戦初先発を果たした。2021年2月9日には2025年までの契約に合意。
2021-22シーズン
トップチームに定着し、2021年10月22日、エミレーツ・スタジアムで行われたアウエーのアーセナル戦でプレミアリーグ初ゴールを決めた。12月14日、プレミアリーグ第17節、恩師ディーン・スミスが監督を務めるノリッジ・シティ戦でもゴールを決め、2021年 12 月のアストン・ヴィラの月間最優秀選手に選ばれた。2022年1月15日、マンチェスター・ユナイテッド戦でもゴールを決め本拠地ヴィラ・パークで初ゴールとなった。2022年2月9日、リーズ・ユナイテッド戦でフィリペ・コウチーニョのお膳立てから2ゴールを決め、プレミアリーグ初の1試合2得点を記録した。2022年4月26日には2027年まで契約を延長。クラブの2021–22シーズン・アワードで2シーズン連続で「ヤング・プレイヤー・オブ・シーズン」、そして「プレイヤー・オブ・シーズン」に選ばれた。
2022-23シーズン
2022年11月6日、マンチェスター・ユナイテッド戦で2-1でリードする中、後半49分にオリー・ワトキンスのクロスに合わせ、ダメ押しゴールを決め3-1での勝利に貢献。2023年5月20日、リヴァプール戦でトップチームでの通算出場試合数が100に到達。この試合でゴールを決め自らのメモリアルマッチに花を添えた。シーズンの終了後、プレミアリーグ「2022/23プレミアリーグ・アカデミー・グラデュエイト・アワード」を受賞。クラブの2022–23シーズン・アワードで2シーズン連続で「ヤング・プレイヤー・オブ・シーズン」に選ばれた。
2023-24シーズン
23年7月に行われたU-21イングランド代表でのプレー中に中足骨骨折、24年1月にはハムストリングの負傷と両足の負傷、24年3月のルートン・タウン戦でのつま先を負傷するなどこのシーズンは大半を怪我で欠場し、16試合（そのうち半分は先発出場）の出場に留まった。
2024-25シーズン
2024年8月1日、新シーズンに向けて怪我の問題がないと確認され、アメリカでのプレシーズンツアーに参加した。ヴィラの42年ぶりのチャンピオンズリーグの試合となったヤングボーイズ戦で先発出場し38分にチームの2得点目を決め3-0の勝利に貢献。2025年5月10日、1-0で勝利したアウェーのボーンマス戦で2枚のイエローカードを受け、シニアキャリアで初レッドカード処分を受けた。

## 代表経歴
ジャマイカ人の父とイギリス人の母のもと、イギリスで生まれた。
2019年からユース世代のイングランド代表に招集されている。
2019年3月の UAEスポーツチェーンカップではU-18日本代表、U-18チェコ代表、U-18メキシコ代表に勝利し優勝。2019年5月のスロバキアカップでイングランド U-18代表に招集された。
2019年9月5日、背番号10を背負い、セント・ジョージズ パークでU-19ギリシャ代表に3-1で勝利し、イングランドU-19デビューを果たした。
2020年10月13日、イングランドU-20でデビューはセント・ジョージズ パークで行われたU-20ウェールズ代表戦に出場しゴールを決め2-0で勝利した。
2021年10月7日、イングランドU-21、U-21EURO予選でU-21スロベニア代表戦でデビュー。2022年3月25日、U-21アンドラ代表戦でゴールを決め4-1の勝利に貢献。

## エピソード
- 愛称はJJで幼少期から呼ばれていた[31]。
- ラムジーはバーミンガム、ウォルソールのグレート・バーで生まれ、バー・ビーコン・スクールに通った。なお、シニアキャリアで最初の指揮官となったディーン・スミスは同郷で同じグレート・バー出身[32]。
- 弟のアーロン・ラムジーと共にアストン・ヴィラのアカデミーに通った。また、三男のコールもアストン・ヴィラのアカデミーに在籍している[33]。
- 父のマーク・ラムジーはプロボクサーであり、のちにライトウェルター級統一世界チャンピオンとなる、リッキー・ハットンと2回戦ったが、どちらもポイント判定で負けていた[34]。
- 幼少期は元プロボクサーの父親の指導の元で筋トレをしてきたといい、「上半身の筋力を鍛えるため、スキップをしたり、サンドバッグを使ったり、マウスピースやヘッドガードを付けて（笑）スパーリングも少しやってたよ。そのおかげで、コンタクトをした時に押し出されることが減っていったと思う。僕は成長が遅かったんだよ、プロになる頃まで本格的な成長期が来なくて、同年代の中では常に一番小さかった。でも、そのおかげで技術的な部分により集中するようになったし、既に大人のような体格の子供たちより10倍も上手くならないといけないと分かっていたんだ。」と語っている[2]。
- チームトレーニングに向かう際はLil Babyの「In a Minute」を聴いている[35]。
- もし、サッカー選手になっていなかったら何になっている？という質問には「ボクサー」と答えている[36]。
- 好きなアメリカ人ミュージシャンは？という質問には「ガンナ」で好きな曲は「Drip or Drown」と答えている[37]。

## 個人成績
2023年5月20日現在。
| クラブ                           | シーズン | 背番号 | リーグ                | リーグ | リーグ | FAカップ | FAカップ | FLカップ | FLカップ | ヨーロッパ | ヨーロッパ | その他 | その他 | 合計 | 合計   |
| クラブ                           | シーズン | 背番号 | リーグ                | 出場   | ゴール | 出場     | ゴール   | 出場     | ゴール   | 出場       | ゴール     | 出場   | ゴール | 出場 | ゴール |
| -------------------------------- | -------- | ------ | --------------------- | ------ | ------ | -------- | -------- | -------- | -------- | ---------- | ---------- | ------ | ------ | ---- | ------ |
| アストン・ヴィラFC               | 2018-19  | 41     | EFLチャンピオンシップ | 1      | 0      | 0        | 0        | 0        | 0        | —          | —          | 0      | 0      | 1    | 0      |
| アストン・ヴィラFC               | 2019-20  | 41     | プレミアリーグ        | 0      | 0      | 1        | 0        | 1        | 0        | —          | —          | —      | —      | 2    | 0      |
| アストン・ヴィラFC               | 2020-21  | 41     | プレミアリーグ        | 22     | 0      | 0        | 0        | 3        | 0        | —          | —          | —      | —      | 25   | 0      |
| アストン・ヴィラFC               | 2021-22  | 41     | プレミアリーグ        | 34     | 6      | 1        | 0        | 0        | 0        | —          | —          | —      | —      | 35   | 6      |
| アストン・ヴィラFC               | 2022-23  | 41     | プレミアリーグ        | 34     | 6      | 1        | 0        | 2        | 0        | —          | —          | —      | —      | 37   | 6      |
| アストン・ヴィラFC               | 2023-24  | 41     | プレミアリーグ        | 16     | 1      | 2        | 0        | 0        | 0        | 3          | 0          | —      | —      | 21   | 1      |
| アストン・ヴィラFC               | 2024-25  | 41     | プレミアリーグ        | 29     | 1      | 5        | 2        | 1        | 0        | 10         | １         | —      | —      | 45   | 4      |
| アストン・ヴィラFC               | 合計     | 合計   | 合計                  | 137    | 14     | 10       | 2        | 7        | 0        | 13         | 1          | 0      | 0      | 167  | 17     |
| ドンカスター・ローバーズ(ローン) | 2019-20  | 14     | EFLリーグ1            | 7      | 3      | —        | —        | —        | —        | —          | —          | —      | —      | 7    | 3      |
|                                  | 合計     |        |                       | 144    | 17     | 9        | 3        | 7        | 0        | 13         | 1          | 0      | 0      | 174  | 20     |

## タイトル

### クラブ
アストン・ヴィラ
- EFLチャンピオンシッププレーオフ:2018年
- EFLカップ準優勝: 2019-20

### 代表
U-19イングランド代表
- UAEスポーツチェーンカップ2019：優勝

U-21イングランド代表
- UEFA U-21欧州選手権 : 1回 (2023)

### 個人
- アストン・ヴィラFC アカデミー・オブ・ザ・シーズン: 2018-19
- アストン・ヴィラFC 月間最優秀選手賞2021-22: 12月
- アストン・ヴィラFC ヤング・プレイヤー・オブ・シーズン: 2021-22、2022-23
- アストン・ヴィラFC プレイヤー・オブ・シーズン: 2021–22
- プレミアリーグ アカデミー・グラデュエイト・アワード：2022-23[40]